# Juan Madariaga
Juan Madariaga (Corrientes, Virreinato del Río de la Plata, 1809 - San Justo, Argentina, 1879) fue un militar argentino, caudillo de su provincia, líder militar del partido unitario, que participó en las guerras civiles del siglo XIX.
Era hermano menor de Joaquín Madariaga, al cual siguió fielmente hasta la muerte de este. Estudió en Buenos Aires y regresó a su provincia en 1824, dedicándose a la producción ganadera en la zona de Curuzú Cuatiá.
En 1840 fue nombrado comandante de su departamento por el gobernador Pedro Ferré; combatió en la batalla de Caaguazú como auxiliar de caballería. En diciembre de 1842 participó en la derrota de Arroyo Grande, tras de la cual emigró a Brasil.
Junto con su hermano, lideró la campaña de recuperación de Corrientes para el partido unitario, cruzando por el lugar que bautizaron como Paso de los Libres. Como jefe militar del grupo, derrotó al coronel José Miguel Galán en la batalla de Laguna Brava, y en pocos días tomaron el poder en la provincia. Joaquín fue nombrado gobernador, mientras Juan era el jefe militar de campaña de la provincia.
En diciembre de ese mismo año, aprovechando que el gobernador Justo José de Urquiza estaba en campaña contra Fructuoso Rivera en Uruguay, invadió la provincia de Entre Ríos, donde derrotó en Puntas del Sauce a la reserva del ejército federal, al mando de Eugenio Garzón. Enseguida ocupó la ciudad uruguaya de Salto, pero tuvo que regresar ante la proximidad de Urquiza. La retirada se transformó en fuga, y perdió casi todo su botín.
Ante este fracaso, su hermano puso al mando del ejército provincial al general José María Paz, que estaba exiliado en Porto Alegre. El general nombró a Juan Madariaga jefe de su vanguardia, pero tuvieron serios roces entre ellos; de todos modos, fue ascendido al grado de general. Cuando, en febrero de 1846, Urquiza invadió Corrientes, Paz se retiró con la intención de atraer al invasor hasta una trampa. Pero Madariaga, juzgando que se abandonaba casi toda la provincia al enemigo, le hizo frente en batalla de Laguna Limpia, donde fue completamente derrotado y tomado prisionero. Urquiza finalmente no atacó la posición de Paz y se retiró.
El caudillo entrerriano puso en libertad a Juan Madariaga y lo envió a su hermano con proposiciones de paz. El general Paz pensó que iba a ser traicionado e intentó derrocar al gobernador; pero fracasó y terminó exiliado en Paraguay.
En agosto de 1846, Urquiza y los Madariaga firmaban el Tratado de Alcaraz; pero la negativa del Jefe político porteño Juan Manuel de Rosas a convalidar ese tratado llevó nuevamente a la guerra. En noviembre de 1847, el ejército al mando de Urquiza derrotó a los Madariaga en la batalla de Vences.
Los hermanos Madariaga huyeron a Brasil, donde Joaquín murió. Juan Madariaga vivió cuatro años en el exilio en Brasil, donde escribió sus Memorias, en que muestra la admiración que sentía por su hermano y el desprecio que sentía por Paz.
Se unió al ejército de Urquiza y dirigió una columna de caballería en la batalla de Caseros, el 3 de febrero de 1852. Después de la batalla permaneció en Buenos Aires y fue elegido diputado provincial. El 11 de septiembre, junto al general José María Pirán, dirigió la revolución que separó a Buenos Aires del resto del país.
En noviembre de ese mismo año, con la excusa de que los correntinos volvían a su provincia, fue enviado en una invasión doble a Entre Ríos. La otra columna la dirigía el general Manuel Hornos. Desembarcó en Diamante, pero a los pocos días fue derrotado en Concepción del Uruguay por el coronel Ricardo López Jordán. Se reembarcó y sus soldados debieron alcanzar los barcos a nado.
De regreso en Buenos Aires, luchó contra el sitio de la ciudad por los federales de Hilario Lagos. Tras el levantamiento del sitio, enfrentó la invasión del mismo Lagos, a quien derrotó el 8 de noviembre de 1854 en El Tala, cerca de Baradero.
Permaneció en la provincia de Buenos Aires, luchó contra los indios del sur y participó en la batalla de Pavón, donde su caballería fue derrotada por los federales, aunque la victoria se decidió con el abandono de Urquiza del campo de batalla.
Cuando estalló la guerra del Paraguay, Madariaga marchó al frente como ayudante del presidente Bartolomé Mitre; era la primera vez que regresaba a Corrientes en 18 años. Participó en la batalla de Yatay y en el sitio de Uruguayana. Prudentemente, el gobernador le prohibió acercarse a la capital de la provincia, y se negó también a devolverle sus bienes confiscados en 1847. Mitre lo envió con los trofeos y los partes de esas dos victorias a Buenos Aires.
Fue inspector y examinador del Colegio Militar, y en 1874 presidió la Junta de Guerra que juzgó al general José Miguel Arredondo por su participación en la revolución mitrista de ese año. Cuando estaba a punto de condenar a muerte al rebelde, este logró fugarse con ayuda de su vencedor, el general Julio Argentino Roca.
Murió en San Justo, provincia de Buenos Aires, en 1879.